# Goat Simulator
Goat Simulator (en español, Simulador de Cabra) es un videojuego de acción en tercera persona desarrollado y publicado por Coffee Stain Studios. Fue lanzado para Microsoft Windows vía Steam el 1 de abril de 2014, y para Mac OS X y Linux el 27 de junio de 2014. Versiones móviles para iOS y Android fueron lanzados el 17 de septiembre de 2014. Versiones para Xbox 360 y Xbox One fueron lanzados el 17 de abril de 2015 y para PlayStation 3 y PlayStation 4 el 11 de agosto de 2015; estas conversiones fueron desarrolladas por Double Eleven. Una versión del juego y de contenido descargable fue lanzada para Nintendo Switch el 23 de enero de 2019.
El juego ha sido comparado por el desarrollador como algo similar a los juegos de skate, pero donde el jugador controla a una cabra para hacer todo lo posible en los alrededores de un mapa de mundo abierto, sin otras metas más amplias. El juego, inicialmente era desarrollado como un prototipo de broma de un atasco de juego interno y se muestra en un estado alfa temprano en vídeos de YouTube, fue recibido con entusiasmo y atención, lo que provocó el estudio para construir el juego en un estado liberable conservando varios bugs y glitches para mantener el valor de la hospitalidad del juego.
El juego recibió revisiones mezcladas; algunos revisores elogiaron el título para proporcionar una interfaz de sandbox humorístico para experimentar, mientras que otros criticaron la dependencia del juego en las redes sociales para divulgar lo que era de otra manera un producto simple y con errores.
En el Summer Game Fest 2022, se anunció la secuela de este videojuego titulada Goat Simulator 3, con una presentación en forma de teaser trailer, parodiando al tráiler de Dead Island 2, con una fecha inicial para otoño del 2022.

## Jugabilidad
Goat Simulator es un juego de perspectiva en tercera persona abierta en la que el jugador controla a una cabra. El jugador es libre para explorar el mundo del juego, un entorno suburbano, como una cabra. La cabra puede saltar, correr, golpear cosas y lamer objetos. Al lamer un objeto con la lengua de la cabra, se permite que el jugador arrastre el objeto todo el tiempo que quiera hasta que este desee soltarlo. En cualquier momento, el jugador puede dejar que la cabra caiga siguiendo un modelo de ragdoll, permitiendo que la física del juego asuma el control, y otro control hace que el juego funcione a cámara lenta. Una serie de características ambientales permite al jugador manipular la cabra en acrobacias tales como rebotar en los trampolines, o lanzar a la cabra en el aire a través de grandes ventiladores. El juego incluye un sistema de puntuación similar a juegos de skate como Tony Hawk's Pro Skater de Tony Hawk, por el que hacer trucos u otras acciones gana puntos, mientras que encadenar esos trucos juntos en una secuencia ayuda a construir un multiplicador que se aplica a la puntuación total de los trucos realizados en la secuencia. Varias metas, como alcanzar una cierta altura, realizar volteretas en el juego o destruir ciertos objetos se dan al jugador, pero este no está obligado a seguir estas instrucciones. 
Estatuas de chivo de oro pequeño están ocultos en el mundo del juego. La recopilación de estas estatuas le permite a la cabra reiniciar el juego con varios modificadores, como cambiar el modelo de la cabra a una jirafa o un avestruz, o agregar un jetpack a la cabra que puede ser activado en cualquier momento. Varios easter eggs están dispersos sobre el mundo, como un castillo donde uno puede convertirse en la reina de todas la cabras, o donde el personaje de cabra adquiere un movimiento similar a Sonic: el ataque de giro. El desarrollador principal del juego, Armin Ibrisagic, señaló después del lanzamiento que el juego es una parodia del concepto de Purgatorio, después de haber dejado referencias al cielo y el infierno que fueron encontradas más tarde por los jugadores. Ibrisagic también destacó la inclusión de algunos elementos basados en la Revolución Ucraniana de 2014.

## Desarrollo

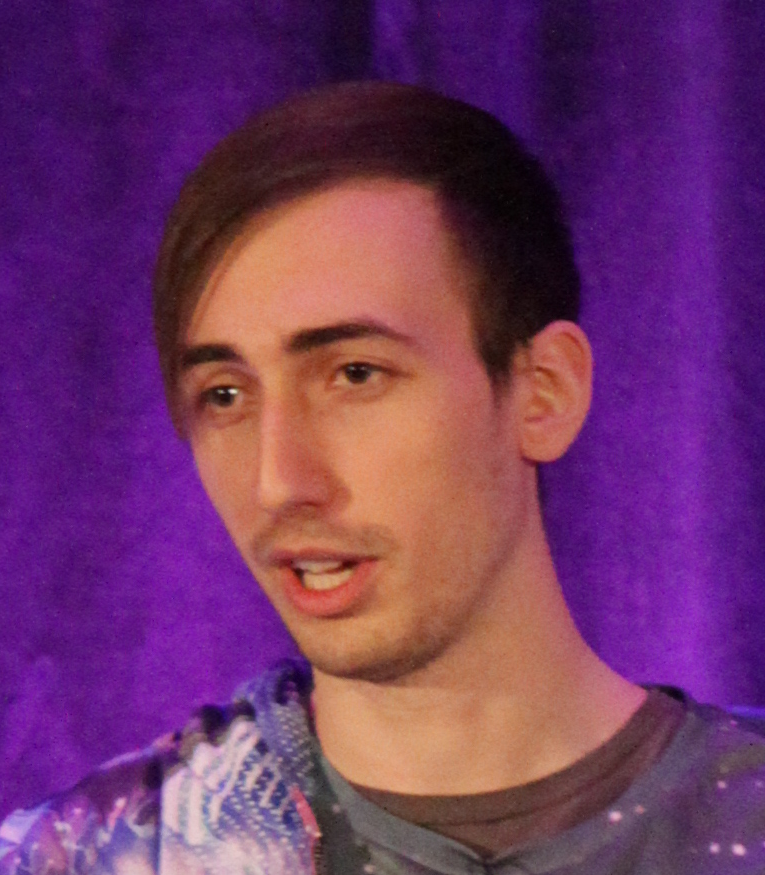
El Diseñador del juego, Armin Ibrisagic, presenta Goat Simulator en la GDC 2016.

Goat Simulator comenzó como un prototipo de broma de un mes interno realizado por Coffee Stain Studios en enero de 2014, después de completar el trabajo para su juego Sanctum 2. El juego fue descrito por el desarrollador principal Ibrisagic Armin como «una vieja escuela de patinaje artístico sobre hielo, excepto que en lugar de ser un patinador, eres una cabra, y en vez de hacer trucos, destruyes cosas». La idea siguió después originalmente del lanzamiento del juego como una variante del  QWOP, donde el jugador controla los miembros individuales de la cabra por separado con distintas teclas del teclado; Este concepto fue rechazado a favor de  Tony Hawk's Pro Skater-tipo de juego que presenta el juego final. Ibrisagic se había centrado en cabras tras broma tratando de convencer a sus compañeros de trabajo que lascabras lograrían atención viral en Internet de la misma manera que gatos actualmente. El prototipo utiliza un Nvidia PhysX y el ápice physics engine con ragdoll físico para la cabra y los modelos humanos dentro de la Unreal Engine 3, un motor de juego que conocían de la serie de Sanctum. Activos en el juego fueron comprados de terceros en vez de desarrollado internamente, tales como la cabra original que modelo el estudio adquirido para uso por menos de $20. El prototipo iba a ser una parodia de varios otros «extrañamente acertada» juegos de Simulación actualmente disponibles, como Euro Truck Simulator.